# Farforowskaja
Farforowskaja (ros. Фарфоровская) – przystanek kolejowy w miejscowości Petersburg, w Rosji. Położony jest na linii Petersburg - Moskwa.
Przystanek powstał w czasach carskich. Początkowo nosił nazwę Farforowskij post (ros. Фарфоровский пост), zmienioną na obecną jeszcze przed I wojną światową.

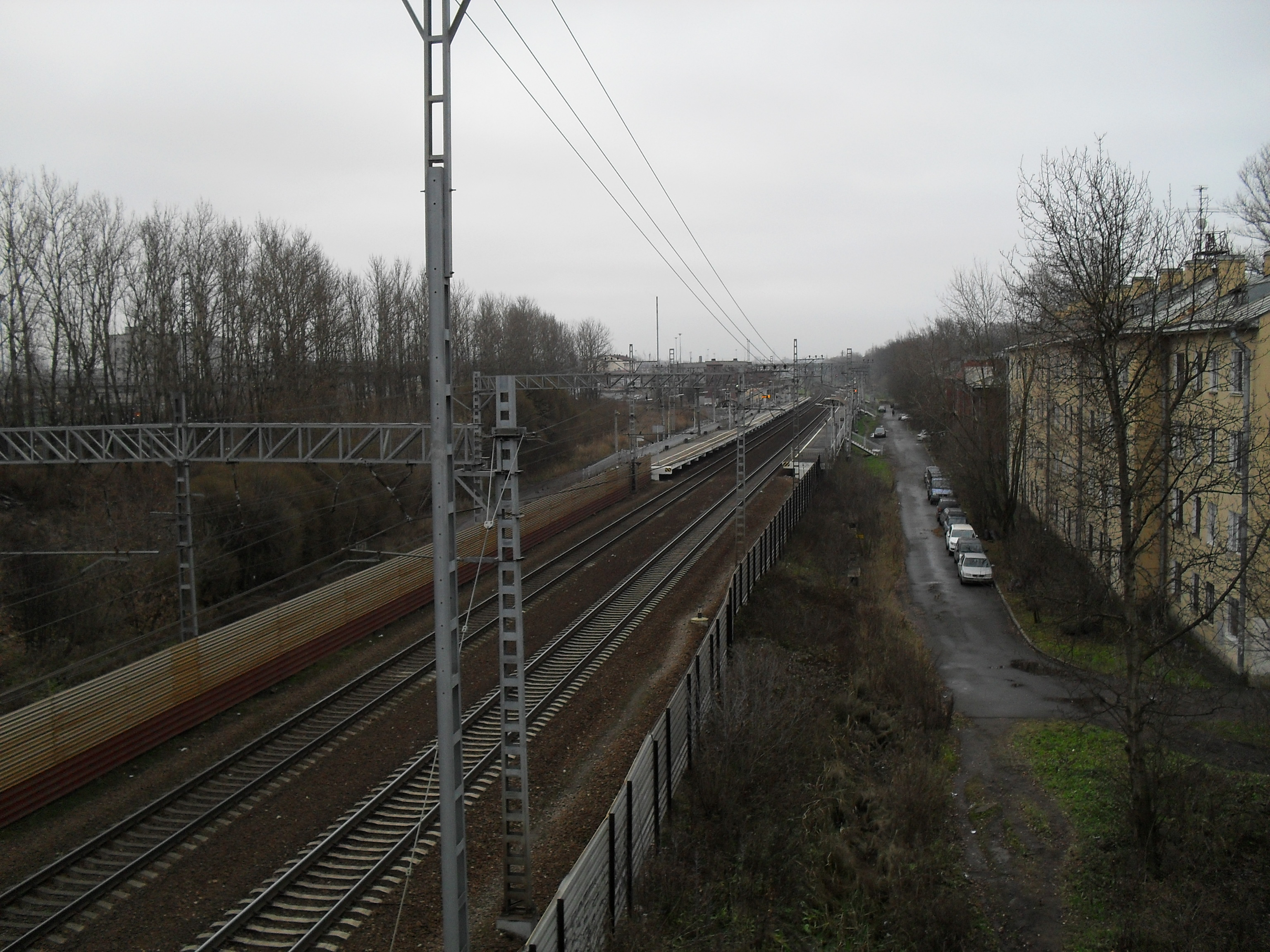
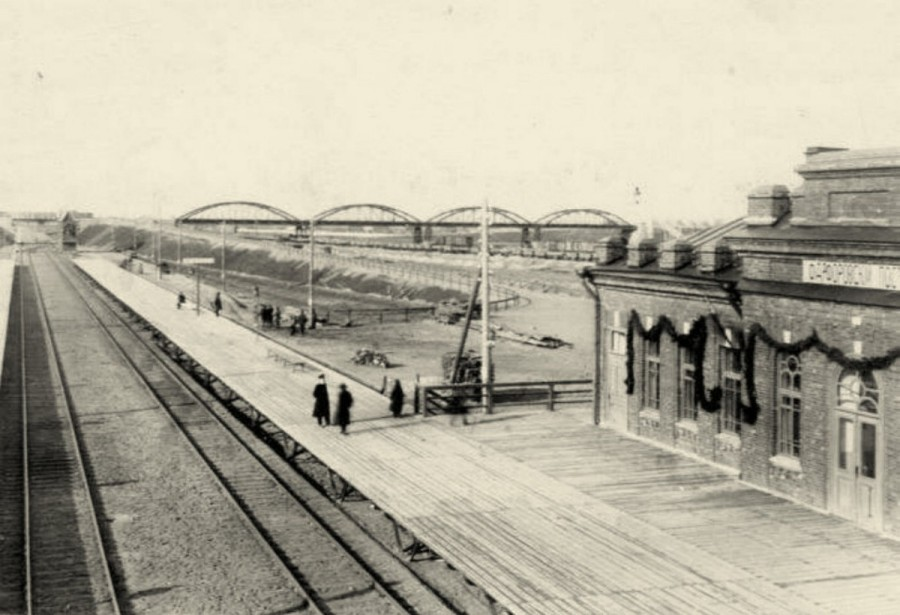
Przystanek w 1910